# Tupynambás Futebol Clube
El Tupynambás Futebol Clube es un equipo de fútbol de Brasil que juega en el Campeonato Mineiro, la primera división del Estado de Minas Gerais; y en el Campeonato Brasileño de Serie D, la cuarta división nacional.

## Historia
Fue fundado el 15 de agosto de 1911 en el municipio de Juiz de Fora en el estado de Minas Gerais por Bruno Toschi, Remo Toschi, Dante Zanetti, Alberto Setta, Sebastião Taucci, Jorge Miguel, Horácio Antunes Paulo Tirapani y Edmundo Benedicto, y el nombre del club es por los pobladores de los pueblos tupíes nativos de Brasil.
En sus primeros años fue constante participante en los torneos municipales, el cual ganaron por primera vez en 1919. En 1933 participa por primera vez en el Campeonato Mineiro, logrando el subcampeonato al año siguiente, pero el club desaparece en 1963 por problemas financieros.
El club es refundado en 1983 en la segunda división estatal, abandonando la liga ese mismo año por malos resultados. El club retorna a los torneos estatales en 1990 por solo dos temporadas.
En 2007 el club reaparece en los torneos estatales con buenos resultados en la segunda división estatal, estando a nada de lograr el ascenso al Campeonato Mineiro, aunque por problemas financieros abandonaron la liga profesional.
En 2016 el club recibió un porcentaje por la transacción de Danilo al Real Madrid CF y regresó a la tercera división estatal, logrando dos ascensos en tres años que lo llevaron al regreso al Campeonato Mineiro en 2019 tras 49 años de ausencia, donde terminó en octavo lugar, lo que le dio la clasificación al Campeonato Brasileño de Serie D de 2020, la que será su primera participación en un torneo a escala nacional.

## Rivalidades
El principal rival del club es el Tupi Football Club con quien juega en Clásico Tu-Tu.

## Palmarés
- Campeonato Mineiro Módulo 2: 1

2018
- Campeonato Citadino Juiz de Fora: 11

1919, 1920, 1924, 1925, 1928, 1931, 1932, 1934, 1946, 1961, 1966
- Torneo Inicio Juiz de Fora: 17

1919, 1920, 1925, 1929, 1930, 1931, 1932, 1935, 1938, 1940, 1945, 1949, 1950, 1951, 1956, 1962, 1965
- Torneo Mario Helenio de Lery Santos: 1

2019

## Evolución del Uniforme
| Local 2017  | Visita 2016-17 | Local 2016 |  | Tercero 2016 | Local 2007 |
| Visita 2007 | Tercero 2007   |            |  |              |            |

## Jugadores

### Jugadores destacados
- Danilo
- Euller
- Ademilson Correa